# Vliegtuigcrash in het Lebombogebergte

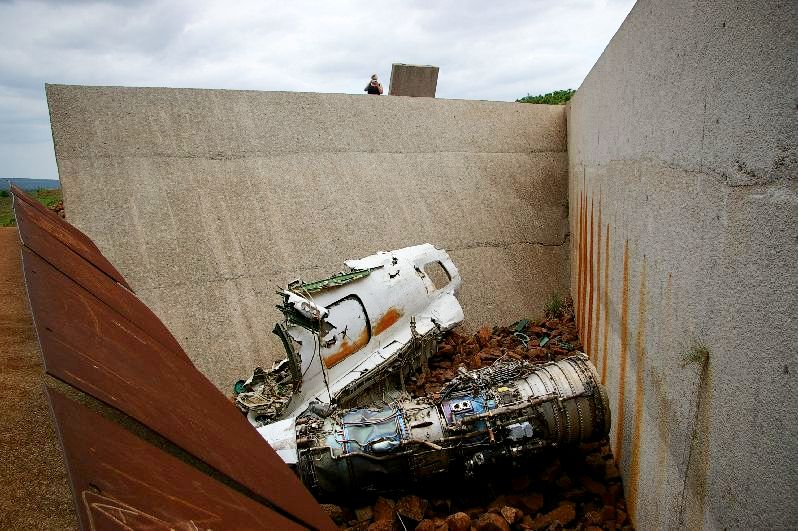
Brokstukken van de C9-CAA verwerkt in een monument voor de slachtoffers van de ramp

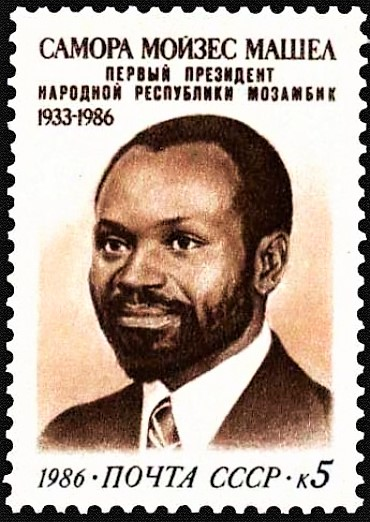
Sovjetpostzegel uit 1986, uitgebracht naar aanleiding van de dood van Samora Machel

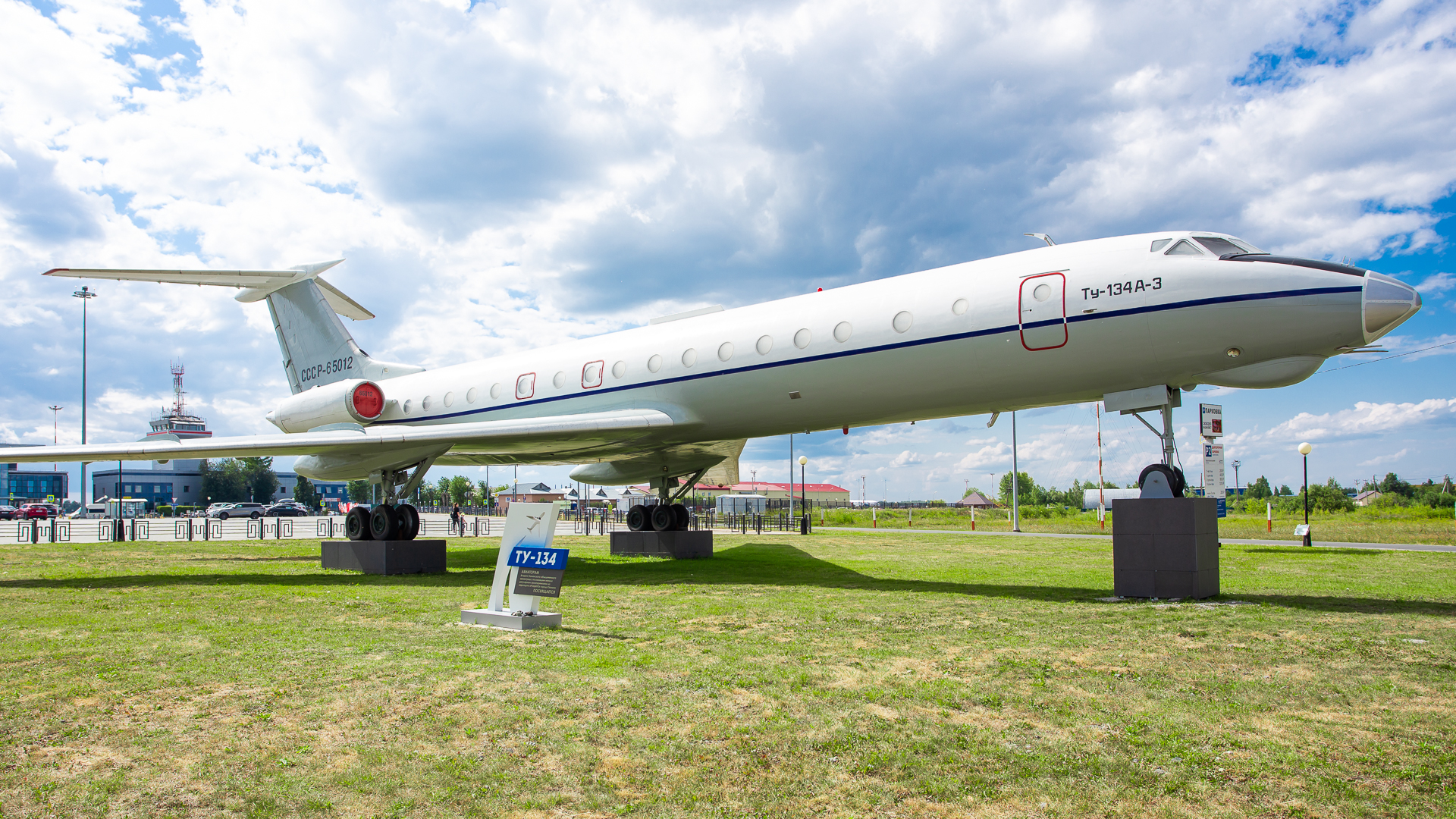
Een vergelijkbare Toepolev Tu-134 als het verongelukte toestel

Op 19 oktober 1986 stortte een Toepolev Tu-134 met vliegtuigregistratie C9-CAA neer in het Lebombogebergte in het noorden van Zuid-Afrika. Aan boord van het Mozambikaans regeringsvliegtuig waren 44 inzittenden. De crash veroorzaakte de dood van 34 mensen waaronder Samora Machel, de Mozambikaanse president. De ramp leidde tot veel ophef en het apartheidsregime in Zuid-Afrika werd door verschillende partijen beschuldigd van betrokkenheid bij de crash. Onderzoek wees uit dat dit niet het geval was en dat de crash te wijten was aan fouten van de Russische bemanning van het toestel.

## Context
Op 19 oktober 1980 keerde de Mozambikaanse president terug van een conferentie met Afrikaanse landen in Zambia. Mozambique lag toen overhoop met het apartheidsregime in Zuid-Afrika dat de opstandige Nationale Bevrijdingsbeweging (RENAMO) in Mozambique steunde. Daarnaast kregen veel gevluchte Zuid-Afrikaanse ANC-leden onderdak in Mozambique.

## Crash
Het vliegtuig stortte bij slecht weer neer nabij Komatipoort in de Lebombobergen in het noorden van Zuid-Afrika. Aan boord van het vliegtuig waren 9 bemanningsleden en 35 inzittenden, waarvan 10 mensen de crash overleefden. De overlevenden werden overgebracht naar het militair ziekenhuis van Pretoria. Bij de crash lieten naast de president ook nog de minister van Transport, Luis Alcantara Santos, de plaatsvervangend minister van Buitenlandse Zaken, José Cralos Lobo, en Fernando Honwana, de assistent van Machel het leven.

## Reacties
Over de hele wereld werd geschokt gereageerd op de dood van president Machel. De Zuid-Afrikaanse regering bood haar condoleances aan en bood Mozambique alle medewerking aan bij het onderzoek naar de crash. Op 20 oktober 1986 kwam de Opperste Sovjet in Moskou in spoed bij elkaar en er werd een delegatie deskundigen naar Mozambique gestuurd.
Het ANC stelde daags na de ramp de Zuid-Afrikaanse regering verantwoordelijk voor de crash. In verschillende Afrikaanse staten kwam het tot demonstraties. In Harare (Zimbabwe) werden de kantoren van de Zuid-Afrikaanse luchtvaartmaatschappij en het Malawi-House vernield. Op de begrafenis van Samora Machel op 28 oktober verklaarden presidenten Kenneth Kaunda (Zambia) en Robert Mugabe (Zimbabwe) en ex-president Julius Nyerere (Tanzania) dat Zuid-Afrika verantwoordelijk was voor de crash. In de hoofdstad van Mozambique, Maputo, was er op 4 november een demonstratie van 10.000 mensen tegen Zuid-Afrika en Malawi.

## Onderzoek
Kort na de crash werden verschillende mogelijke oorzaken genoemd. Dit waren het slechte weer, een fout van de bemanning, een schietpartij of een ontploffing of misleiding van de bemanning door valse radiosignalen. Fernando Joao, lijfwacht van de president, die het ongeval overleefde, verklaarde op 22 oktober dat hij lawaai als van een schot had gehoord.
De zwarte dozen werden verzegeld, Zuid-Afrika stelde een onderzoeksteam samen en nodigde Mozambique en de Sovjet-Unie uit om een gezamenlijk onderzoek te voeren. Het onderzoeksteam onderzocht eind oktober de plaats van de crash.
In Maputo werd op 21 oktober een postmortem-onderzoek uitgevoerd op de slachtoffers in aanwezigheid van twee Zuid-Afrikaanse gerechtsdokters. Op 7 november werden de Mozambikaanse verkeersleiders die van dienst was op het moment van de crash gearresteerd. Zij zouden geen gebruik hebben gemaakt van de radioapparatuur die speciaal bestemd was voor de communicatie bij slecht weer.
Op 20 januari 1987 werd een internationale commissie geïnstalleerd onder leiding van rechter Cecil Margo, maar Mozambique weigerde mee te werken met deze commissie. Na getuigenverhoor en het beluisteren van de opnamen van de gesprekken uit de cockpit besloot de commissie op 26 januari 1987 in een voorlopig rapport dat de crash te wijten was aan fouten van de bemanning.
Op 12 mei tekenden zowel de Sovjet-Unie als Mozambique bezwaar aan tegen deze voorlopige conclusie. Volgens Ivan Vasin, Sovjet viceminister voor Burgerluchtvaart, was de crash te wijten aan sabotage. Op 10 juli 1987 werd het verslag van de commissie definitief: een opeenvolging van fouten van de bemanning van de C9-CAA was de oorzaak van de crash. Er was geen sprake van misleiding door valse radiosignalen door Zuid-Afrika.
Russische vliegtuigbemanningen in Afrika genoten een slechte reputatie en het optreden van de bemanning van de C9-CAA werd door deskundigen beschreven als "zeer zwak".